# Matt Olmstead
Matt Olmstead (14 de fevereiro de 1969) é um escritor norte-americano e produtor de programas de televisão e series americanas. E criador da série chamada Chicago Fire e Chicago PD.

Olmstead formou na California State University, em 1988. Ele é um ex-aluno da Faculdade de Ciências Humanas e Belas Artes. Ele foi para Hollywood na esperança de ser um escritor.
Em 1993, Olmstead escreveu para a série televisiva NYPD Blue. A série foi criada por Steven Bochco e David Milch. Olmstead, eventualmente, tornou-se um dos principais produtores executivos da serie NYPD Blue, em 2002.
Olmstead trabalhou como escritor na série Brooklyn South em 1997. A série foi criada por Milch e Bochco juntamente com William M. Finkelstein e ex-policial Bill Clark. Olmstead escreveu quatro episódios para a primeira temporada da série. A série foi suspensa depois de completar sua primeira temporada.
Ele também trabalhou como escritor e produtor de NYPD 2069 em 2004. Em 2005, ele foi um dos criadores da série Blind Justice. Ele escreveu o piloto e o episódio 3. Depois de apenas 13 episódios, foram canceladas as gravações.

## Obra
- Waders & Wild Life (livro)